# Зарубина, Ольга Владимировна
О́льга Влади́мировна Зару́бина (урождённая — Ивано́ва; род. 29 августа 1958, Москва) — советская и российская эстрадная певица и актриса. Победительница 3-го сезона шоу «Суперстар! Возвращение» на канале НТВ.

## Биография

### Ранние годы
Родилась 29 августа 1958 года в Москве. Выросла в посёлке Москворечье. Отец Ольги — Владимир Иванов (пр. 1925—1960) был состоятельным человеком ещё со сталинских времён: он имел машину, гараж, ювелирные изделия. Умер молодым, в 35 лет, когда дочери было 2 года. Потом в семье появился грубый, деспотичный отчим, который работал сторожем. Во втором замужестве мать Ольги — Людмила Брониславовна Зарубина (1926 — июнь 2018) сменила родную фамилию Ольги и её брата с Ивановых на Зарубиных. Денег стало не хватать, и, чтобы как-то прокормить семью, мать работала на химическом заводе в две смены. Старший (на 10 лет) брат Ольги, Александр Владимирович Зарубин (1948—1983), в возрасте 18 лет в результате перенесённой ангины получил тяжёлые осложнения на сердце (трёхклапанный порок сердца) и, оказавшись парализованным, сумел со временем встать на ноги. Скончался в 1983 году в возрасте 35 лет, как и отец. У Ольги есть единоутробная младшая сестра Татьяна (дочь её отчима и матери).

«На сцену впервые вышла в пионерском лагере. И такой позор случился — забыла слова! Вот уж наревелась и решила для себя: больше петь не буду!»— Ольга Зарубина: Я счастлива, что вы меня не забыли
Полюбила пение ещё в детском саду. В пионерском лагере имени В. И. Ленина впервые вышла на сцену. В 10 лет, увидев по телевизору играющего пианиста, заинтересовалась игрой на фортепиано и пошла в музыкальную школу, в которой проучилась 7 лет попутно с основной. В основной школе участвовала во всех музыкальных конкурсах и спектаклях. Окончив школу в 1975 году, поступила в Московское медицинское училище № 37 (ныне Медицинский колледж № 5 Архивная копия от 22 марта 2022 на Wayback Machine). Проучилась в нём 2 года, успешно прошла практику в институте нейрохирургии и получила профессию медсестры. Но профессия ещё долго не пригодилась будущей певице.

«В медицинское училище я поступила по совету матери. Думаю, ей и отчиму хотелось, чтобы я быстрее стала самостоятельной и ушла из дома».— Ольга Зарубина: Я счастлива, что вы меня не забыли

### Карьера
Учась в медицинском училище, Ольга пела на вечерах отдыха в студенческом ансамбле. На одном из конкурсов она и участник их коллектива Сергей Коржуков (будущий солист группы «Лесоповал»), который тоже учился в этом училище, исполнили песни из кинофильма «Романс о влюблённых», после чего заняли первые места. Этот дуэт заметил на конкурсе шансонье Александр Заборский и пригласил обоих в свою группу «Почтовый дилижанс» при московском Главпочтамте. Так Ольга училась в училище и, в свободное время, пела в новом коллективе. Первая встреча с композитором Вячеславом Добрыниным произошла на Главпочтамте в 1977 году. Добрынин предложил популярному ансамблю «Лейся, песня» (руководитель — Михаил Шуфутинский) прослушать юную певицу. Ольга проходит прослушивание и записывает с ансамблем бэк-вокалом песню «Вот увидишь». Добрынин также написал для певицы несколько песен, которые она с удовольствием исполняла. Это самые известные хиты: «На теплоходе музыка играет», «Ты приехал», «Тень» и другие.
Первое появление Ольги Зарубиной на телеэкранах с «Песенкой о капитане» происходит всё в том же 1977 году в телепередаче «Споёмте, друзья!». Тогда же на конкурсе молодых исполнителей в ДК им. Горбунова на юную певицу обратил внимание композитор Давид Тухманов, сидевший в жюри. Он записал в блокнот фамилию певицы и пообещал в скором времени написать для неё песню. И он сдержал обещание. Через год песня Давида Тухманова «Так не должно быть» на стихи поэта Леонида Дербенёва была исполнена певицей в новогоднем «Голубом огоньке» (эфир 1 января 1979 года) дуэтом с артистом Михаилом Боярским, что принесло Зарубиной всесоюзную известность.
После того конкурса, в конце 1977 года по совету Тухманова Ольгу Зарубину пригласили работать в ВИА «Музыка» (художественный руководитель Николай Воробьёв) на исполнение главной женской роли Ассоль в опере-феерии «Алые паруса», композитором и поэтом которой является Андрей Богословский. Зарубина не только блистательно исполнила данную ей роль (в детской и подростковой партии), но и записала с ансамблем песни: «Весенняя бессонница», «Я к тебе приеду», «Не всегда», «Не красавец» и др.
В 1979 году в кинофильме «Летние гастроли» она исполнила песни: «Радость моя» и «Возьми меня с собой» композитора Алексея Мажукова и поэта Михаила Танича.
В 1980 году ВИА «Музыка» распался из-за ложного обвинения его руководителя якобы в том, что он украл и продал музыкальные инструменты у своего коллектива. Николай Воробьёв покинул ансамбль. Воспользовавшись случаем, руководитель из Москонцерта Михаил Ильич Якон создал ансамбль «Метроном» и забрал часть состава, включая Ольгу Зарубину, из ВИА «Музыка». Недолго проработав в новом коллективе, Зарубина ушла из него на сольное отделение Москонцерта. Пришедший в «Метроном» из ВИА «Голубые гитары» талантливый музыкант Александр Выгузов (позже Малинин) завязал с Ольгой отношения. В 1983 году пара поженилась, но трёхлетний брак оказался непрочным. Они расстались в 1985 году, сразу после того как родилась их дочь Кира.

«Пожениться надо было хотя бы потому, что у Саши не было московской прописки. Сама ему и подсказала».— Ольга Зарубина: Я счастлива, что вы меня не забыли — Журнал для женщин «Сударушка»
Ольга Зарубина многократно участвовала в телепередаче «Шире круг» (в 1977—1991 годах, одновременно в 1983 году была ведущей выпусков программы к праздникам 8 марта, 7 ноября и Новому году). Неоднократно участвовала в передаче «Утренняя почта» (в 1982, 1983, 1985 и 1986 годах). Для неё писали песни самые известные композиторы и поэты: Алексей Мажуков, Михаил Танич, Леонид Дербенёв, Вячеслав Добрынин, Михаил Рябинин, Игорь Азаров и многие другие. Например, она была первой исполнительницей песни «Айсберг» Игоря Николаева. Потом уже записанная на пластинку Аллой Пугачёвой, эта песня обрела бешеную популярность. Зарубина пела её в совершенно другой — своей манере — более женственной и лиричной. Для неё была написана песня «Возьми меня с собой», ставшая популярной в исполнении Анне Вески. Та же история с песней «Остановись, постой», которую пела потом Ксения Георгиади.
После развода пела в ресторане гостиницы «Космос». В 1985 году вышел сольный миньон «Кукла», изданный фирмой «Мелодия».
В 1987 году познакомилась с будущим мужем, известным администратором Владимиром Евдокимовым, который помог ей вернуться на эстраду и устроил ей гастроли. Наибольший успех пришёл в конце 1980-х годов, когда Зарубина дважды выходила в финалы телевизионного фестиваля «Песня года» (в 1987 году — с самой популярной своей песней «На теплоходе музыка играет», в 1989 — с песней «Разгуляй»). В 1988, 1990 и 1991 годах участвовала в промежуточных выпусках фестиваля). В 1988 году певица стала лауреатом фестиваля советской песни в Зелёной Гуре.
В 1988 году на экраны вышел фильм «Приморский бульвар», в котором Ольга Зарубина спела две песни, одну из них («Почему мы не вместе?») дуэтом с певцом Евгением Головиным. В 1991 году Ольга Зарубина создала один из самых женственных образов на экране, сыграв народную шотландскую святую — Безумную Лори (англ. the Mad Lory, Лори Макгрегор), колдунью и целительницу — в экранизации повести-сказки Пола Гэллико «Томасина. Кошка, которая думала, что была Богиней» (фильм «Безумная Лори»).
В конце 1980-х годов в телепередаче «Прожектор перестройки» был показан сюжет о выступлении Ольги Зарубиной под фонограмму на концерте в Чебоксарах. После этого карьера певицы пошла на спад.
В июне 1991 года из-за творческой неудовлетворённости эмигрировала с мужем и дочкой в США. Работала в Сиэтле медсестрой, затем — медицинским переводчиком. Записала 2 альбома, но второй выпустить в тираж не удалось: в нём было очень много песен, записанных после приостановки карьеры Ольги.
В 2007 году по приглашению канала НТВ Ольга Зарубина вернулась в Россию для участия в программе «Ты суперстар!». С этого момента продолжилась её работа на родине. Зарубина приняла участие во многих телевизионных программах, объездила города России с гастрольным туром.
В 2007 году была гостем программы «Рождённые в СССР» на телеканале НОСТАЛЬГИЯ.
В 2008 умер её муж Владимир Евдокимов.
24 февраля 2011 года состоялся сольный концерт Ольги Зарубиной в Санкт-Петербурге в БКЗ «Октябрьский».
В воскресенье 26 июня 2011 года на Первом канале, программа «Пока все дома» была в гостях у Ольги Зарубиной.
В 2012 году вышел новый диск «Не случайно», в который вошли как новые песни, так и проверенные шлягеры («Разлучница», «Теплоход», «Небо детства», «Так не должно быть» и другие), записанные в новых аранжировках.
31 мая 2012 года была гостем программы «Рождённые в СССР» на телеканале НОСТАЛЬГИЯ.
В декабре 2015 года была записана новая песня «Лодочка» (А. Карелин — Л. Рубальская).
4 марта 2019 года была гостем программы «Мой герой» с Татьяной Устиновой на телеканале ТВЦ.
Осенью 2022 года стала участницей 3-го сезона шоу «Суперстар! Возвращение» на канале НТВ и одержала в нём победу.
Ольга Зарубина продолжает участвовать в концертах, посвящённых звёздам 80-90-х годов.
Осенью 2024 года принимала участие в третьем сезоне шоу «Аватар» на НТВ в образе Царевны-Лягушки. В выпуске шоу от 1 декабря 2024 года личность Царевны-Лягушки была разоблачена.

### Личная жизнь
- Первый муж (1983—1985) — Александр Малинин, певец
  - дочь Кира Евдокимова (1985)
- Второй муж (1987—2008) — Владимир Евдокимов (умер в 2008)
- Третий муж (2010—2015) — Андрей Салов, администратор.

## Работы

### Дискография
- 1985 — «Кукла» (миньон)
- 1992 — «Ожидание»
- 1996 — «Дурман любви»
- 2009 — «С любовью»
- 2009 — «Звёзды советской эстрады. Хиты 1980—1990-х» (сборник)
- 2012 — «Не случайно» (с Сергеем Переверзевым, сингл)
- 2023 — «Я тебя отпускаю» (сингл)
- 2025 — «Три дня» (сингл)

### Дуэты
- Николай Караченцов — песни «Как близко ты и далеко»[9]
- Александр Серов — песни «Круиз» и «Родные глаза».
- Евгений Головин — «Почему мы не вместе?» (фильм Приморский бульвар).
- Михаил Боярский — песни «Так не должно быть», «Небо детства», «Ты, я и песня».
- Михаил Муромов — песня «Птица — синее крыло».
- Олег Ухналёв — песня «Реченька».
- Григорий Рубцов — песня «Переведи часы назад».
- Сергей Переверзев — песня «Не случайно»
- Renato Monti — песня Dimmi dove sei
- Renato Monti — песня «Чего же я хочу?»

### Фильмография
| Год  |   | Название           | Роль                                        |
| ---- | - | ------------------ | ------------------------------------------- |
| 1979 | ф | Летние гастроли    | песни «Радость моя» и «Возьми меня с собой» |
| 1988 | ф | Приморский бульвар | песни «Тень», «Почему мы не вместе?»        |
| 1991 | ф | Безумная Лори      | Лори Макгрегор, лесная отшельница           |

## Видео
- «На теплоходе музыка играет» Архивная копия от 25 ноября 2017 на Wayback Machine
- Ольга Зарубина в передаче НТВ «Конкурентки Пугачёвой» Архивная копия от 23 апреля 2013 на Wayback Machine
- Ольга Зарубина — «Песня Куклы» Архивная копия от 19 ноября 2019 на Wayback Machine